# 기북로
기북로(Gibuk-ro)는 대한민국의 경상북도 포항시 북구 기계면에서 시작하여, 죽장면을 거쳐 연결하는 도로이다.

## 노선 경로
| 이름             | 접속 노선 | 비고       |
| ---------------- | --------- | ---------- |
| 기계사거리       | 새마을로  | 921 진입 ↓ |
| 탑정교           |           |            |
| 성법교           | 기계천    |            |
| 삼거리 명칭 미상 | 69 죽장로 | 921 진입 ↑ |

## 주요 건물 및 시설
| 표기 | 건물명         | 도로명주소                             |
| ---- | -------------- | -------------------------------------- |
| 짝수 | SK주유소       | 경상북도 포항시 북구 기북면 기북로 420 |
| 홀수 | 기북파출소     | 경상북도 포항시 북구 기북면 기북로 433 |
| 짝수 | 기북우체국     | 경상북도 포항시 북구 기북면 기북로 436 |
| 홀수 | 기북면보건지소 | 경상북도 포항시 북구 기북면 기북로 443 |
| 홀수 | 기북면사무소   | 경상북도 포항시 북구 기북면 기북로 443 |
| 홀수 | 기북새마을금고 | 경상북도 포항시 북구 기북면 기북로 449 |
| 짝수 | 기북초등학교   | 경상북도 포항시 북구 기북면 기북로 452 |

## 같이 보기
- 비학산